# Palais Bánffy
Le palais Bánffy (Palatul Bánffy en roumain ; Bánffy-palota en hongrois) est un édifice baroque de Cluj (Roumanie) qui abrite le Musée des Beaux-Arts.

## Histoire

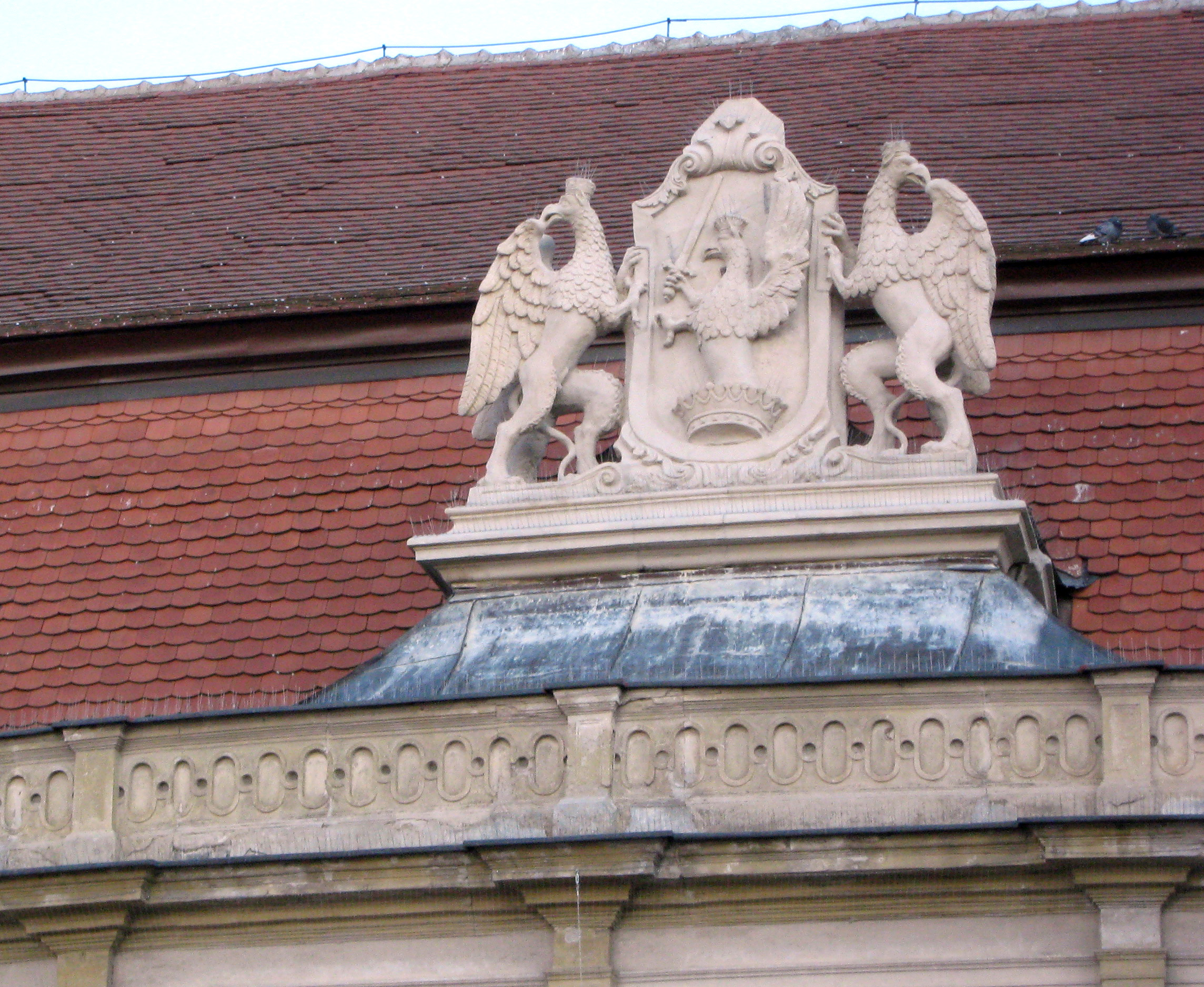
Le blason de la famille Bánffy

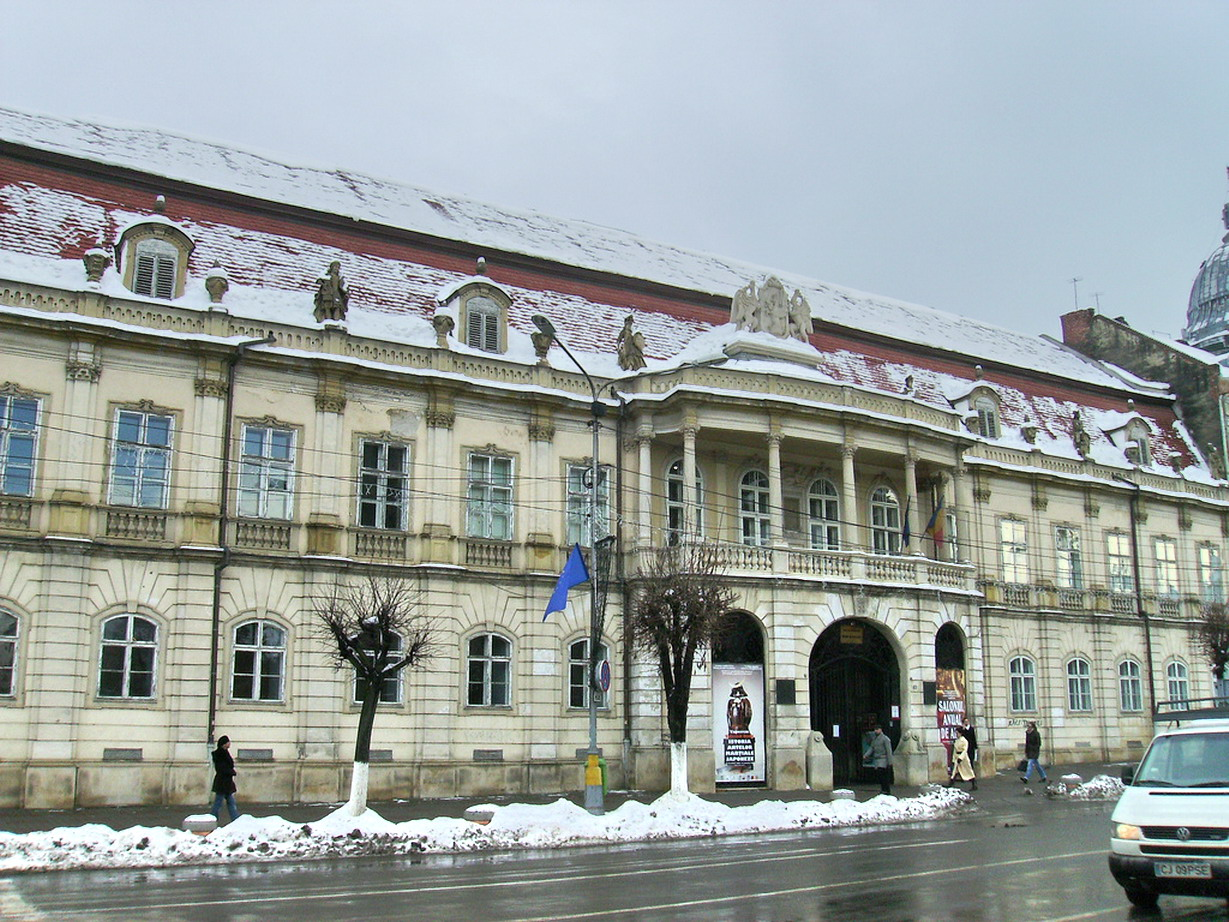
Façade du palais en hiver.

Situé dans le centre-ville, place de l'Unité, cet édifice a été construit entre 1774 et 1785 selon les plans de l'architecte Johann Eberhard Blaumann. Le palais a été érigé afin de servir de résidence privée au comte György III Bánffy (1746–1822), gouverneur de Transylvanie de 1787 à 1822. Le palais est la propriété de la famille Bánffy, l'une des plus anciennes et importantes familles aristocratiques transylvaines, jusqu'en 1949-1950 date à laquelle elle en est expropriée par le régime communiste. Son blason figure sur le frontispice du palais. Il fut également la résidence du gouverneur de Transylvanie József Teleki (1842-1848).
François Ier d'Autriche et son épouse Caroline-Auguste de Bavière résident au palais Bánffy durant leur séjour dans la ville du 18 au 27 août 1817. Ce prestigieux séjour du couple impériale est commémoré par une gravure sur pierre située sur la façade principale du palais (au niveau du balcon) et qui est toujours visible. Sous György Bánffy (1844-1929), François-Joseph Ier séjourne également dans le palais du 2 au 4 août 1852  puis du 22 au 24 septembre 1887. Franz Liszt y séjourne au cours de l'année 1879. Le palais appartient ensuite au baron Albert Bánffy (1818-1886) chambellan et főispán de Kraszna, à ses fils György (1853-1889), membre du Parlement, et Albert Bánffy (1871-1945) puis à la veuve - née Charlotte von Montbach (†1955) - et au fils de ce dernier, le baron Dénes Bánffy (1901-1983). Ils sont déménagés dans une maison en périphérie de la ville lorsque le palais est nationalisé en 1949-1950. Le palais est alors divisé ainsi : une partie est allouée à l'entreprise "Gazind" et la majorité au Conseil Populaire de la ville. Il devient le Musée des Arts en 1956, époque à laquelle commence une importante campagne de restauration. En 2005 a été entrepris une nouvelle campagne de restauration, inachevée à ce jour.

## Architecture
Bien que typique de l'architecture baroque de l'Europe centrale, l'édifice présente des traits spécifiques à la tradition locale, inspirée par la Renaissance : le désir d'équilibre des volumes et des surfaces est mis en valeur par l'exubérance tempérée de la décoration. Le bâtiment rectangulaire à deux niveaux est construit autour d'une cour d'honneur. Des colonnes à chapiteaux supportent les loges à deux niveaux qui s'ouvrent sur la cour. L'élément principal de la façade somptueuse qui donne sur la Piața Unirii est la porte d'honneur. Cette porte, surmontée par un balcon à colonnades, renforce la rythmicité de la surface due à l'alternance des fenêtres et des pilastres. La décoration modérée du mur de la façade fait un faux contraste avec la décoration d'inspiration mythologique de la corniche. Les urnes qui alternent avec les déités romanes (Mars et Minerve, Apollon et Diane) et les héros grecs (Héraclès et Persée) expriment toujours l'idée d'équilibre entre les contraires.